# Nolan Bushnell
Nolan K. Bushnell (nascut el 5 de febrer del 1943) és un enginyer i emprenedor estatunidenc que va fundar l'Atari, Inc. el 1972 i la cadena Chuck E. Cheese's Pizza-Time Theaters. Forma part del Video Game Hall of Fame i del Consumer Electronics Association Hall of Fame, va rebre el premi Nations Restaurant News «Innovator of the Year», i va ser anomenat un dels «50 Homes que van canviar Amèrica» per la revista Newsweek. Bushnell ha començat més de vint empreses i va ser un dels fundadors de la indústria dels videojocs. Actualment, és el fundador i CEO de uWink, una nova empresa (startup) que uneix els restaurants i els jocs electrònics, i és el president del consell d'administració de la NeoEdge Networks, una empresa de publicitat basada en videojocs.

## Fundació d'Atari
Bushnell va néixer el 5 de febrer de 1943, i l'any 1968 va graduar-se com a enginyer elèctric a la Universitat de Utah. Va ser un dels molts estudiants d'informàtica que als anys 60 van jugar al famós joc Spacewar!, de Steve Russell, a l'ordinador PDP-1. La Universitat de Utah va estar molt implicada en la investigació de gràfics per a ordinadors i va desenvolupar diverses versions del videojoc Spacewar!.
Un cop terminats els seus estudis, l'any 1972 Bushnell va associar-se amb el seu amic Ted Dabney per fundar la primera empresa dedicada a la producció de videojocs. El nom que van escollir al principi va ser Syzygy, però com que ja estava utilitzat van decantar-se per un terme utilitzats en el joc de taula japonès Go: Atari (que al joc significa que una fitxa o grup de fitxes estan en perill de ser capturades pel teu oponent, i el seu logotip és el Mont Fuji). D'aquesta manera van iniciar el naixement de la indústria dels videojocs.
Havia treballat a un saló recreatiu i creia que les màquines de videojocs superarien a les màquines de pinball. El seu primer objectiu va ser crear una cosa semblant al videojoc Spacewar!, al qual va anomenar Computer Space per després comercialitzar-lo. Aquest joc era una versió modificada de l'anterior, creat per l'enginyer del MIT Steve Russell. Van associar-se amb Nutting Associates i van desenvolupar una màquina de disseny futurista i trencador. Tot i això, el joc era massa complicat com per a ser produït en massa, així que les 1500 unitats produïdes van ser un fracàs comercial. Nutting va trencar l'acord.
L'ascens d'Atari va coincidir amb l'èxit de les màquines recreatives que van començar a utilitzar-se de manera nombrosa als Estats Units. Als parcs d'atraccions i hotels va iniciar-se una substitució de les antigues sales plenes de jocs mecànics per modernes màquines recreatives. El fenomen va arribar fins i tot als casinos de Las Vegas, on van inaugurar-se sales que comptaven amb Pong entre la seva oferta.

## Desenvolupament del joc PONG
Després del fracàs de Computer Space, Bushnell va aprendre dels seus error i va crear un joc molt més simplificat. Un al que hi pogués jugar qualsevol persona. Es tractava d'una mena de tenis reduït a la mínima expressió que va convertir-se en un èxit sense precedents. Van anomenar-lo Pong. La idea va sorgir a una fira informàtica de Burlingame, Califòrnia, on van veure el Magnavox Odyssey per primer cop i van jugar a la versió de ping-pong creada per Ralph Baer.
Bushnell es va adonar que el joc podia ser millorat i amb un funcionament més senzill. Un enginyer d'Atari, Al Alcorn, va perfeccionar el videojoc Pong i Bushnell va instal·lar-lo en un bar a Grass Valley, California, i a una taverna situada a Sunnyvale (Califòrnia), anomenada Andy Capp's. Va ser un videojoc popular però l'aparició d'imitacions va impedir que Atari dominés el mercat de les màquines recreatives.
L'any 1974, Bushnell i Atari van decidir crear una versió de Pong per al seu ús domèstic. Gràcies a un acord de màrqueting i distribució amb Sears, les vendes de Pong van créixer exponencialment el 1975.

## Consoles de videojocs

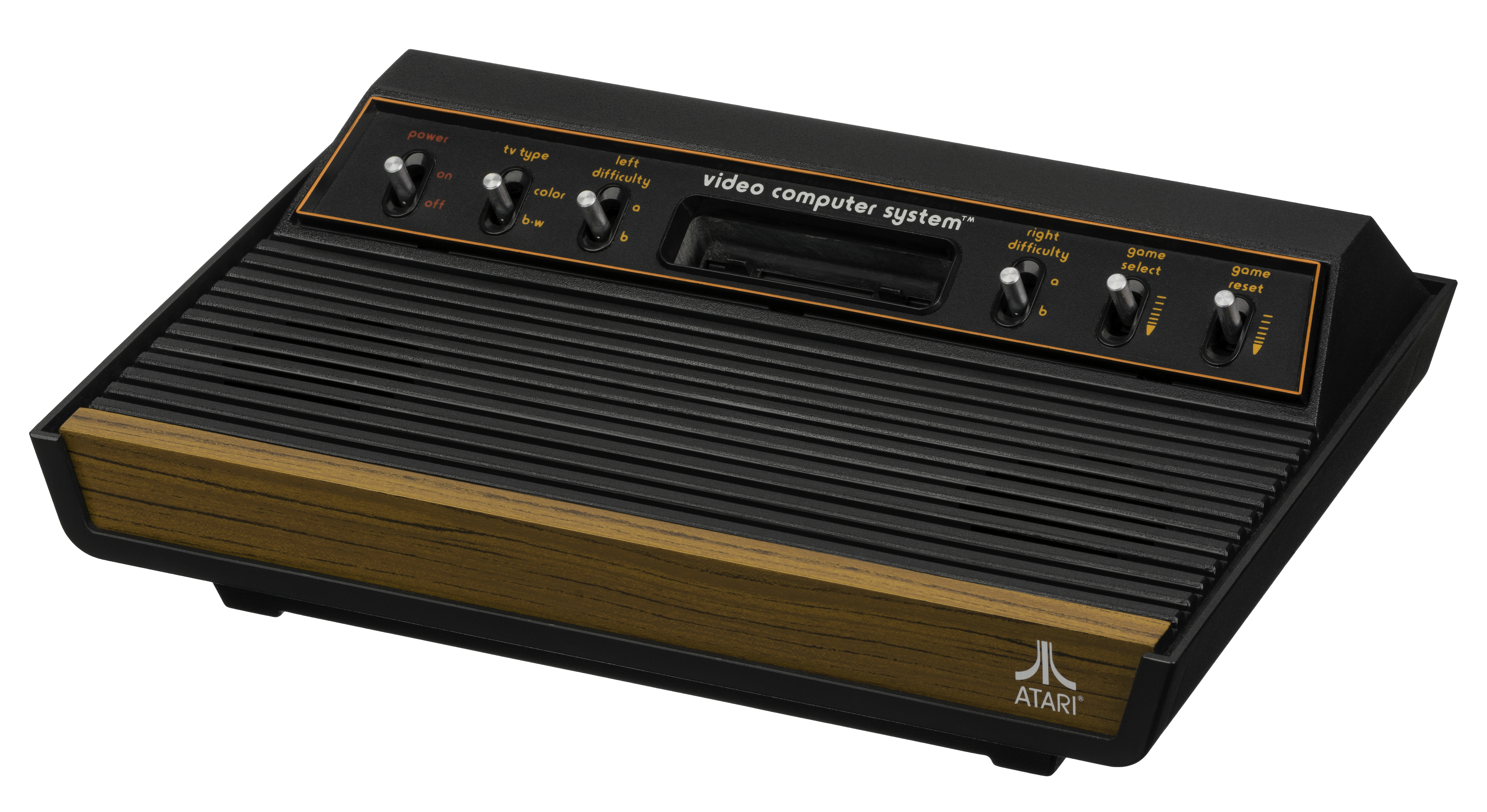
Atari 2600 VCS

Atari va llençar la versió domèstica de Pong mitjançant una consola de videojocs. A partir d'aquí la companyia es va centrar en el seu desenvolupament, aconseguint un gran èxit amb la creació de l'Atari 2600 VCS (Video Computer System), llençada l'octubre de 1977. La demanda va ser tan gran que fins i tot els executius d'Atari van haver d'ajudar en la seva producció durant el primer Nadal després de la seva sortida. L'any 1982 el volum de vendes de videojocs era molt alt. La creixent saturació del mercat va fer que els fabricants variessin els preus dels seus productes, la qual cosa va resultar en una gran crisis del sector. D'aquesta manera i contra tot pronòstic, a finals de 1983, Atari estava a prop de la ruïna. El 1984 van prendre la decisió d'abandonar la fabricació de videojocs, tot i que van continuar fent consoles de forma minoritària, essent el seu últim llançament la semi desconeguda Atari Jaguar, llençada en 1993.
Warner Communications (ara Time Warner) va comprar Atari l'any 1976 per un preu estimat d'entre 28 i 32 milions de dòlars. Bushnell es va veure forçat a deixar l'empresa el 1978.

## Creació d'altres empreses
L'any 1977, Poc abans de la seva marxa d'Atari, Bushnell va obtenir la cadena de centres d'entreteniment Chuk E. Cheese Pizza Time, que era propietat de Time Warner però que havia sigut concebuda inicialment per la mateixa Atari. Aquests centres eren llocs on es podia menjar pizza i jugar a videojocs, a més de disposar d'anacrònics musicals, així com algunes atraccions de fira. Era un homenatge de Bushnell a The Walt Disney Company i els seus parcs temàtics. Avui dia aquests centres encara segueixen en actiu.
Bushnell va tornar al món dels negocis el 1984 fundant Sente Games (la paraula Sente també prové del joc de taula japonès Pong). En total, Bushnell ha fundat més de 20 empreses, essent la més recent una cadena de restaurants anomenada uWink l'any 1999.

## Elogis
Bushnell és considerat el ‘pare dels jocs electrònics’ per les seves contribucions a l'establiment del mercat dels jocs arcade i a la creació d'Atari. Hi havia hagut debat entre si Bushnell o Ralph H. Baer, a qui s'atribueix la creació de la primera videoconsola domèstica, havien de ser considerats el pare dels videojocs, cosa que havia provocat una certa disputa entre els dos inventors. Tanmateix, la indústria va reconèixer que Baer havia de ser considerat el pare dels videojocs domèstics, mentre que Bushnell és acreditat amb la innovació del joc arcade.
Als Premis de Videojocs de l'Acadèmia Britànica, el 10 de març de 2009, la British Academy of Film and Television Arts va atorgar la beca de l'Acadèmia a Bushnell en reconeixement del seu destacat assoliment com a pare fundador de la indústria dels videojocs.

## Pel·lícula sobre la seva vida
Des del 2008, hi ha hagut interès en una pel·lícula biogràfica sobre la vida de Bushnell. Mentre que altres persones havien contactat amb Bushnell per fer una pel·lícula així i va rebutjar aquestes ofertes, va acceptar una oferta feta per Paramount Pictures el juny de 2008 amb un guió de Craig Sherman i Brian Hecker, amb Leonardo DiCaprio previst per protagonitzar Bushnell. Mentre que les notícies de la pel·lícula van romandre tranquil·les durant els següents deu anys, el març de 2018, l'empresa de finançament cinematogràfic Vision Tree estava treballant per iniciar una oferta inicial de criptomonedes per recaptar fins a 40 milions de dòlars per a la pel·lícula, que havia de ser produïda per l'estudi de DiCaprio, Appian Way Productions, Vision Tree i Avery Productions.

## Controvèrsia del Premi Pioneer de la GDC
El gener de 2018, el Comitè Assessor dels Game Developers Choice Awards va anunciar que Bushnell rebria el Premi Pioneer a la cerimònia de març de la Game Developers Conference (GDC), en reconeixement del seu paper a Atari. Aquell dia, diverses persones a través de les xarxes socials, inclosa Brianna Wu, van afirmar que Bushnell va fomentar un ambient de treball tòxic a Atari per a les dones que es va convertir en la base de la futura indústria dels videojocs, basant-se en diverses entrevistes documentades i relats d'Atari a les dècades de 1970 i 1980; un exemple notable va ser el de Bushnell celebrant reunions de junta en un jacuzzi i convidant secretàries a unir-s'hi. Wu i altres van afirmar que, si bé Bushnell havia fet molt per la indústria, reconèixer-lo amb aquest tipus de premi durant el moviment #MeToo en curs era enviar un missatge equivocat. Wu va declarar: «Nolan Bushnell mereix ser homenatjat, però aquest no és el moment adequat per fer-ho. És fàcil establir una línia entre la cultura que va crear a Atari i el sexisme estructural que afronten les dones en tecnologia avui dia». L’etiqueta «#NotNolan» va ser compartida per aquells amb queixes similars sobre l'elecció del GDC.
L'endemà, el Comitè Assessor va reconsiderar la selecció de Bushnell per al premi i va anunciar que el Premi Pioneer no es concediria, i que en canvi s'utilitzaria aquell any per honorar les veus pioneres i desconegudes del passat. GDC va declarar a més que creien que les seves seleccions haurien de reflectir els valors de la indústria dels videojocs actual. Bushnell va publicar una declaració d'acord amb la decisió del comitè:
| « | Aplaudeixo el GDC per assegurar-se que la seva institució reflecteixi el que és correcte, específicament pel que fa a com s'ha de tractar a les persones al lloc de treball. I si això significa que un premi és el preu que he de pagar personalment perquè tota la indústria pugui ser més conscient i sensible a aquests problemes, també ho aplaudeixo. Si les meves accions personals o les accions de qualsevol persona que hagi treballat amb mi van ofendre o van causar dolor a algú de les nostres empreses, demano disculpes sense reserves.Twitter, 31 de gener de 2018 | » |

En una declaració posterior a Kotaku, Bushnell va advertir que «explorar aquest tipus de problemes a través d'un prisma finit de 40 anys [no ofereix] un reflex productiu de la nostra empresa«, i va fer referència als comentaris dels seus antics empleats. Kotaku va parlar amb una dotzena d'exempleades d'Atari, algunes de les quals ja havien parlat a les xarxes socials. Tots els que van estar d'acord que, si bé el lloc de treball de l'empresa durant les dècades de 1970 i 1980 estava influenciat per la Revolució sexual en general, les acusacions fetes contra Bushnell eren exagerades o falses, i que la cultura era en la qual tots participaven lliurement. Algunes de les empleades més destacades d'Atari van parlar més sobre la situació a l'empresa i a Bushnell durant la dècada del 1970:
- Elaine Shirley, que va treballar a Atari durant els anys de Bushnell, va dir: «Aquells eren els temps. Ell [Nolan Bushnell] lligava amb les dones i elles lligaven amb ell. Si el moviment #MeToo hagués estat actiu quan Atari era viva, crec que la meitat de la nostra empresa hauria estat acusada. Pel que jo sé, ningú ha fet mai res que no volgués fer».[23]

- Loni Reeder, que era responsable de les comunicacions, la seguretat i les instal·lacions a Atari i que més tard va cofundar uWink amb Bushnell, va declarar: «Em van tractar de manera justa i em van pagar bé. Tinc amigues d'Atari que també coneixen Nolan. Cap de nosaltres es va ofendre per ell».[24][25] Reeder va declarar a més sobre el lloc de treball a Atari: «Em sento molt ofès que la gent vingui avui i digui que estàvem oprimits... Teníem un entorn unit i cohesionat. D'això es tractava els anys 70. No era com si ens ajuntéssim tots per tenir una orgia».[26]

- Carol Kantor, la primera investigadora d'usuaris de jocs i que va dirigir un equip d'investigació d'usuaris de jocs íntegrament femení a Atari,[27] va dir: «Sé que hi ha gent que està acusada i realment va ser culpable d'assetjament sexual. Però no Nolan. No era en el seu caràcter. Sens dubte, defenso el Nolan que coneixia. Certament, no tenia poder sobre la gent».[26]

Les dones entrevistades per Kotaku generalment consideraven injustes l'atac i la decisió relacionada amb el premi de Bushnell, i van expressar la seva indignació contra aquelles que havien plantejat el problema al comitè. Alguns van afirmar que els que acusaven Bushnell de sexisme no tenien en compte la cultura de l'època, i que hi havia una diferència clara i nítida entre els fets sexualitzats a Atari als anys setanta i l'assetjament i les amenaces reals que pateixen les dones en l'actual moviment #MeToo.
La situació ha portat a debatre com el lloc de treball d'Atari pot haver influït en la indústria actual dels videojocs. En un editorial, Dean Takahashi va suggerir que l'entorn actual dins de la indústria dels videojocs estava més influenciat per Nintendo, Sony i Microsoft, que van adoptar enfocaments dràsticament diferents a la cultura del lloc de treball.